# Laurence Naismith
Laurence Naismith, nom de scène de Laurence Johnson, est un acteur britannique né le 14 décembre 1908 à Thames Ditton (comté de Surrey, Royaume-Uni) et mort le 5 juin 1992 à Southport (État du Queensland, Australie).

## Biographie
Il  poursuit une très longue carrière au Royaume-Uni ainsi qu'aux États-Unis tant au cinéma (où il interprète en 1958 le rôle du capitaine du Titanic Edward Smith dans le film Atlantique, latitude 41°) qu'au théâtre  mais devient populaire sur le tard grâce à la télévision : En 1971, il interprète le rôle du juge Fulton qui confie régulièrement des missions à Danny Wilde et Brett Sinclair dans la série Amicalement vôtre. En 1974, il campe avec brio l'empereur François-Joseph Ier d'Autriche dans la série télévisée La Chute des aigles (Fall of Eagles).

## Filmographie sélective
- 1951 : Le Retour de Bulldog Drummond (Calling Bulldog Drummond) de Victor Saville
- 1952 : The Happy Family de Muriel Box
- 1953 : Coup de feu au matin (Rough Shoot) de Robert Parrish
- 1953 : Mogambo de John Ford : le commandant
- 1954 : Le Serment du chevalier noir (The Black Knight) de Tay Garnett : Major Domo
- 1954 : Cour martiale (Carrington V.C.) d'Anthony Asquith : Major Panton
- 1955 : Richard III de Laurence Olivier : Lord Stanley
- 1956 : L'Homme qui n'a jamais existé (The Man Who Never Was) de Ronald Neame : l'amiral Cross
- 1956 : La Vie passionnée de Vincent Van Gogh de Vincente Minnelli : Docteur Bosman
- 1957 : Ombres sous la mer (Boy on a Dolphin) de Jean Negulesco : le docteur Hawkins
- 1957 : Miss Ba (The Barretts of Wimpole street) de Sidney Franklin : le docteur Chambers
- 1958 : La Rivière des alligators (The Naked Earth) de Vincent Sherman : le marchand de peaux
- 1958 : Inspecteur de service (Gideon's Day) de John Ford : Arthur Sayer
- 1958 : Atlantique, latitude 41° (A Night to Remember) de Roy Ward Baker : Edward Smith, capitaine du Titanic
- 1959 : Le Troisième Homme sur la montagne (Third Man on the Mountain) de Ken Annakin : Teo Zurbriggen
- 1959 : Salomon et la Reine de Saba (Solomon and Sheba), de King Vidor : Hezrai
- 1960 : Le Village des Damnés (Village of the Damned) de Wolf Rilla : le docteur Willers
- 1960 : Coulez le Bismarck ! (Sink the Bismarck !) de Lewis Gilbert : Amiral Sir Dudley Pound First Lord at Sea
- 1960 : Le Monde de Suzie Wong (The World of Suzie Wong) de Richard Quine : O'Neill
- 1961 : Le Cavalier noir (The Singer Not the Song) de Roy Ward Baker : le vieillard
- 1962 : Choc en retour (I thank a fool) de Robert Stevens : O'Grady
- 1962 : Alerte sur le Vaillant (The Valiant) de Roy Ward Baker : Amiral
- 1963 : Jason et les Argonautes (Jason and the Argonauts) de Don Chaffey : Argos
- 1964 : Les Trois Vies de Thomasina (The Three Lives of Thomasina) de Don Chaffey : Révérend Angus Peddie
- 1967 : Plus féroces que les mâles (Deadlier Than the Male) de Ralph Thomas : Sir John Bledlow
- 1967 : Camelot de Joshua Logan : Merlin
- 1967 : Les Envahisseurs (The Invaders) de Larry Cohen : Cyrus Stone / Professeur Curtis Lindstrom
- 1967 : Les Turbans rouges (The Long Duel) de Ken Annakin : Le collecteur McDougal
- 1969 : Mannix S2 Episode 01 (Le cri du Silence / The Silent Cry)
- 1969 : Les Griffes de la peur (Eye of the Cat) de David Lowell Rich
- 1969 : La Vallée de Gwangi (The Valley of Gwangi) de Jim O'Connolly
- 1971 : Les Diamants sont éternels (Diamonds Are Forever) de Guy Hamilton : Sir Donald Munger
- 1971 : Amicalement vôtre (The Persuaders!), série télévisée britannique : le juge Fulton
- 1972 : Les Griffes du lion (Young Winston) de Richard Attenborough : Lord Salisbury
- 1972 : The Amazing Mr. Blunden de Lionel Jeffries : Frederick Blunden
- 1974 : La Chute des aigles : l'empereur François-Joseph (1889-1916)